# Гуэрини, Лоренцо
Лоренцо Гуэрини (итал. Lorenzo Guerini; род. 21 ноября 1966, Лоди) — итальянский политик, заместитель секретаря Демократической партии (2014—2017), депутат Итальянской Республики (с 2013), министр обороны Италии (2019—2022).

## Биография
Получил профессиональное бухгалтерское образование, затем окончил Католический университет Святого Сердца в Милане, где изучал политологию. Начал политическую карьеру в начале 1990-х в рядах Христианско-демократической партии — был избран в коммунальный совет Лоди, затем занял в городской администрации должность асессора по социальным вопросам. В 1994 году стал координатором только что воссозданной Итальянской народной партии, а в 1995 году, в 28-летнем возрасте, стал главой администрации провинции Лоди, оказавшись самым молодым на тот момент обладателем этой должности в Италии. По мере партийных реорганизаций перешёл в «Маргаритку», заручившись на провинциальных выборах поддержкой левых партий — Демократической партии левых сил и Партии коммунистического возрождения, а в конечном итоге стал членом Демократической партии. В 2005 году избран мэром Лоди, затем переизбран, но 31 декабря 2012 года ушёл в отставку в середине второго срока полномочий, приняв решение о переходе в политику национального уровня.
Избран в Палату депутатов в 2013 году, тогда же вошёл в Национальный секретариат ДП, с 2014 по 2017 год являлся заместителем национального секретаря партии. В 2018 году переизбран в парламент, в том же году возглавил Парламентский комитет по безопасности Республики.
4 сентября 2019 года Джузеппе Конте сформировал своё второе правительство, основанное на союзе Д5З с ДП, портфель министра обороны в котором получил Лоренцо Гуэрини, и 5 сентября новый кабинет принёс присягу.
23 июля 2020 года в Пьяченце по подозрению в незаконном обороте и торговле наркотическими веществами, вымогательстве, незаконных арестах, пытках, причинении телесных повреждений, хулиганстве, злоупотреблении служебным положением и лжесвидетельстве в форме сообщения о фактах, в реальности не существующих, арестованы семь карабинеров и закрыт их полицейский участок. Ситуация осложнена сообщениями о бездействии вышестоящего командования, располагавшего свидетельствами о противозаконной деятельности карабинеров, и Гуэрини заявил о полной готовности к сотрудничеству со следствием.
13 февраля 2021 года принесло присягу правительство Драги, в котором Гуэрини сохранил прежнюю должность.
22 октября 2022 года было сформировано правительство Мелони, в котором Гуэрини не получил никакого назначения.

## Награды
- Офицер ордена «За заслуги перед Итальянской Республикой» (27 декабря 2007)[10];
- Орден князя Ярослава Мудрого III степени (4 ноября 2022, Украина) — за весомый личный вклад в укрепление межгосударственного сотрудничества, поддержку государственного суверенитета и территориальной целостности Украины, популяризацию Украинского государства в мире[11].